# Tietokarhu
Tietokarhu Oy  est une entreprise publique finlandaise spécialisée dans les services informatiques. Son siège est à Keilaniemi.